# Lista de municípios de Santa Catarina por população (1872)

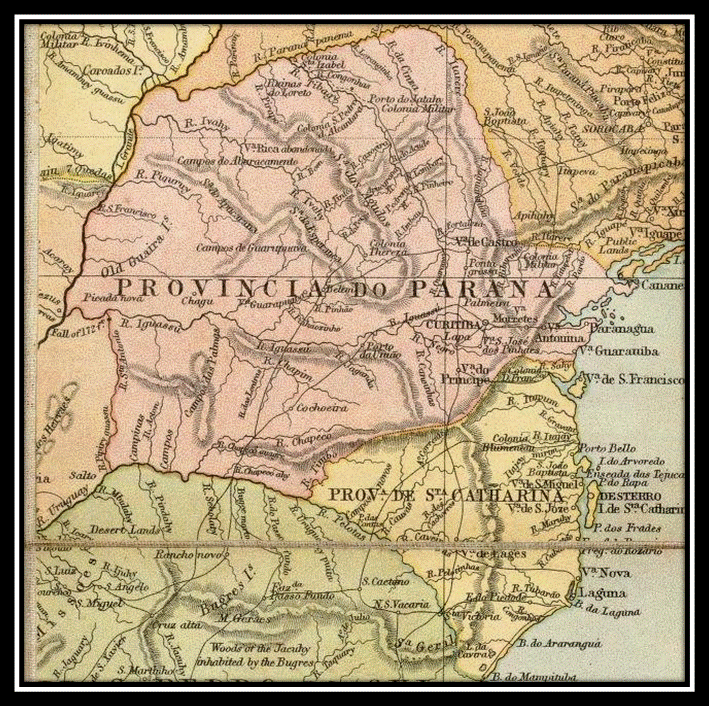
Território da Província de Santa Catharina em 1866.

Esta é uma lista dos municípios de Santa Catarina (na época Provincia de Santa Catharina) por população, segundo o censo de 1872, o primeiro realizado no Brasil e único durante o império.
De acordo com o censo, a população da província era de 159.802 habitantes (1,6% do total do país), a décima sétima maior dentre as Unidades da Federação contemporâneas. Desterro, capital da província, era o município mais populoso da mesma, enquanto que Nossa Senhora da Conceição dos Coritibanos, município mais longe do litoral dentre os existentes em 1872 na província, tinha a menor população. A coleta de dados para este censo era dividida por paróquia ou freguesia, dado o controle da Igreja católica sobre o registro civil. A província estava oficialmente dividida entre 11 municípios, constituídos de 38 paróquias. A lista conserva a grafia e o nome dos municípios da época.

## População dos municípios
| Posição         | Município                                   | População | População | População | % da província | Razão de sexo |
| Posição         | Município                                   | Livre     | Escrava   | Total     | % da província | Razão de sexo |
| --------------- | ------------------------------------------- | --------- | --------- | --------- | -------------- | ------------- |
| 1º              | Desterro                                    | 22 769    | 2 940     | 25 709    | 16,09          | 0,9772        |
| 2º              | São José                                    | 20 571    | 2 234     | 22 805    | 14,27          | 1,0345        |
| 3º              | Itajahy                                     | 20 421    | 1 092     | 21 513    | 13,46          | 0,9949        |
| 4º              | Laguna                                      | 17 948    | 2 470     | 20 418    | 12,78          | 1,0391        |
| 5º              | Nossa Senhora da Graça do Rio São Francisco | 13 635    | 1 692     | 15 327    | 9,59           | 0,9698        |
| 6º              | Tubarão                                     | 11 731    | 1 019     | 12 750    | 7,98           | 1,0235        |
| 7º              | São Miguel                                  | 9 357     | 1 071     | 10 428    | 6,53           | 1,1338        |
| 8º              | São Sebastião das Tijucas                   | 9 356     | 1 031     | 10 387    | 6,50           | 1,0841        |
| 9º              | Lages                                       | 7 447     | 1 041     | 8 488     | 5,31           | 1,0948        |
| 10º             | Joinville                                   | 7 575     | 75        | 7 650     | 4,79           | 1,0249        |
| 11º             | Nossa Senhora da Conceição dos Coritibanos  | 4 008     | 319       | 4 327     | 2,71           | 1,3351        |
| Santa Catharina | Santa Catharina                             | 144 818   | 14 984    | 159 802   | 100            | 1,0319        |

Para fins informativos, segue também os dados referentes a Frequezia de  Senhor Bom Jesus do Campo de Palmas que, embora seja pertencente à província do Paraná na época, seria dividida entre Santa Catarina e o mesmo após a Guerra do Contestado:
| Freguesia                           | População | População | População | Razão de sexo |
| Freguesia                           | Livre     | Escrava   | Total     | Razão de sexo |
| ----------------------------------- | --------- | --------- | --------- | ------------- |
| Senhor Bom Jesus do Campo de Palmas | 3 028     | 273       | 3 301     | 1,1012        |

## Composição populacional
De acordo com o censo, haviam 2,5 mil homens excedentes em relação às mulheres, sendo a razão de sexo da província de 1,0319, o município de Nossa Senhora da Conceição dos Coritibanos tinha a maior razão de sexo, enquanto que Nossa Senhora da Graça do Rio São Francisco tinha a menor. Haviam 16 mil estrangeiros habitando a província, totalizando 10% da população, destes, 76,5% eram de origem alemã. O contingente da província alfabetizado era de 13,7%, na capital o valor era de 19,7%.

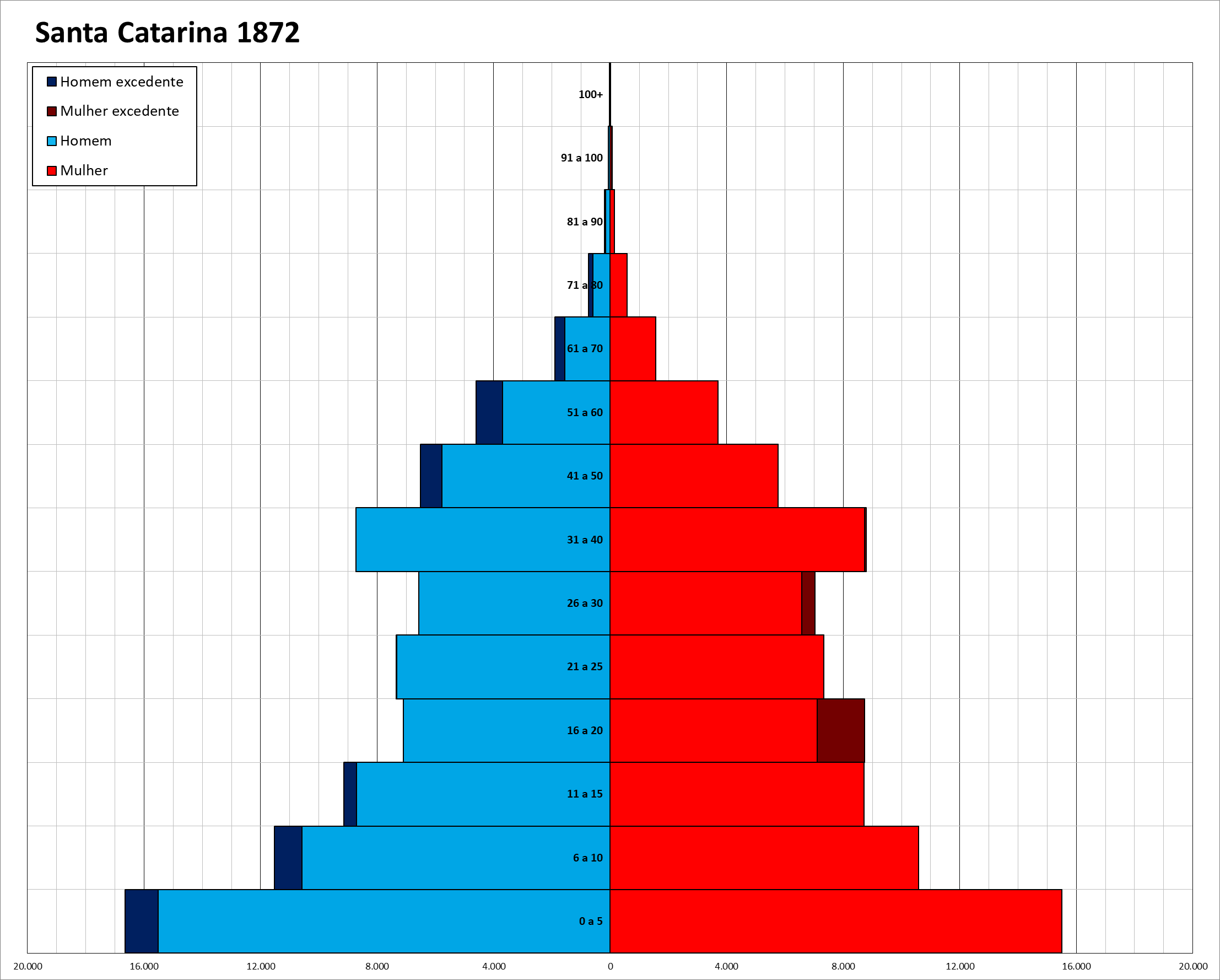
Pirâmide etária catarinense em 1872

### Composição etária
Em 1872, Santa Catarina se encontrava no primeiro estágio da transição demográfica, caracterizado por alta taxa de natalidade e mortalidade, 45,1% da população da província se enquadrava como criança (0 a 15 anos), 19,1% eram jovens (16 a 25 anos), enquanto que adultos (26 a 60 anos) e idosos (acima de 61 anos) eram respectivamente, 32,4% e 3,3% da população.

### Composição religiosa
Em razão do Império do Brasil contar com o catolicismo como religião oficial, o censo dividiu a composição religiosa meramente em católico ou não católico, dito isto, 93,5% da população catarinense se denominava como católico.
Grupos étnicos de Santa Catarina (censo de 1872)

### Composição étnica
Dos habitantes de Santa catarina, 125 942 se denominavam como brancos, 78,8% do povo barriga-verde, pardos continham 10,4% da população para um total de 16 594 cidadãos, negros totalizavam em 14 374 ou 9% do total e por fim haviam 2 892 caboclos no estado que integravam 1,8% do contingente, contudo, nota-se que indígenas eram ou inclusos como caboclos, ou não contabilizados, por razão de muitas vezes não estarem ingressados na sociedade brasileira, o censo de 1872 inicialmente planejava identificar todas as tribos índigenas, assim como suas línguas, porém isso foi abandonado, identificação completa dos povos indígenas só se daria no censo 2022.